# Killer's Kiss
Killer's Kiss és el segon llargmetratge de Stanley Kubrick, en blanc i negre, estrenada el 1955.

## Argument
Després d'una derrota al ring en un combat oficial important, Davey Gordon defensa amb un ganxo en una discoteca Glòria, maltractada pel seu patró, Vincent Rapallo.
Els dos joves, que viuen al mateix barri, simpatitzen i s'enamoren. Glòria decideix llavors deixar el seu treball per fugir de la seva condició i del seu empresari.
Aquest últim, enamorat d'ella, intenta impedir-ho eliminant Davey, que es troba així enfrontat als acòlits de Rapallo.
Segueix una persecució panteixant amb una escena memorable en un magatzem de maniquins.

## Repartiment
- Frank Silvera: Vincent Rapallo (l'arrendatari)
- Jamie Smith: Davey Gordon (el boxejador)
- Irene Kane: Gloria Price (la ballarina)
- Ruth Sobotka: Iris (una ballarina, germana de Glòria)
- Jerry Jarret: Albert (l'empresari de Davey)

## Premis
- Lleopard d'or al Festival Internacional de Cinema de Locarno.

## Al voltant de la pel·lícula
Per a aquesta pel·lícula, Kubrick es va inspirar en barris i en gent típica de Nova York.
Disposava d'un petit pressupost (40.000 $) i va filmar la integritat de la pel·lícula sense so i després va doblar totes les veus, cosa que representava un treball tècnic considerable. D'altra banda, Kubrick va dirigir ell mateix una gran part tècnica de la pel·lícula, ja que va ser càmera, director i muntador a la vegada. Va poder revendre la pel·lícula a United Artists per 75.000 dòlars.